# Військова структура НАТО

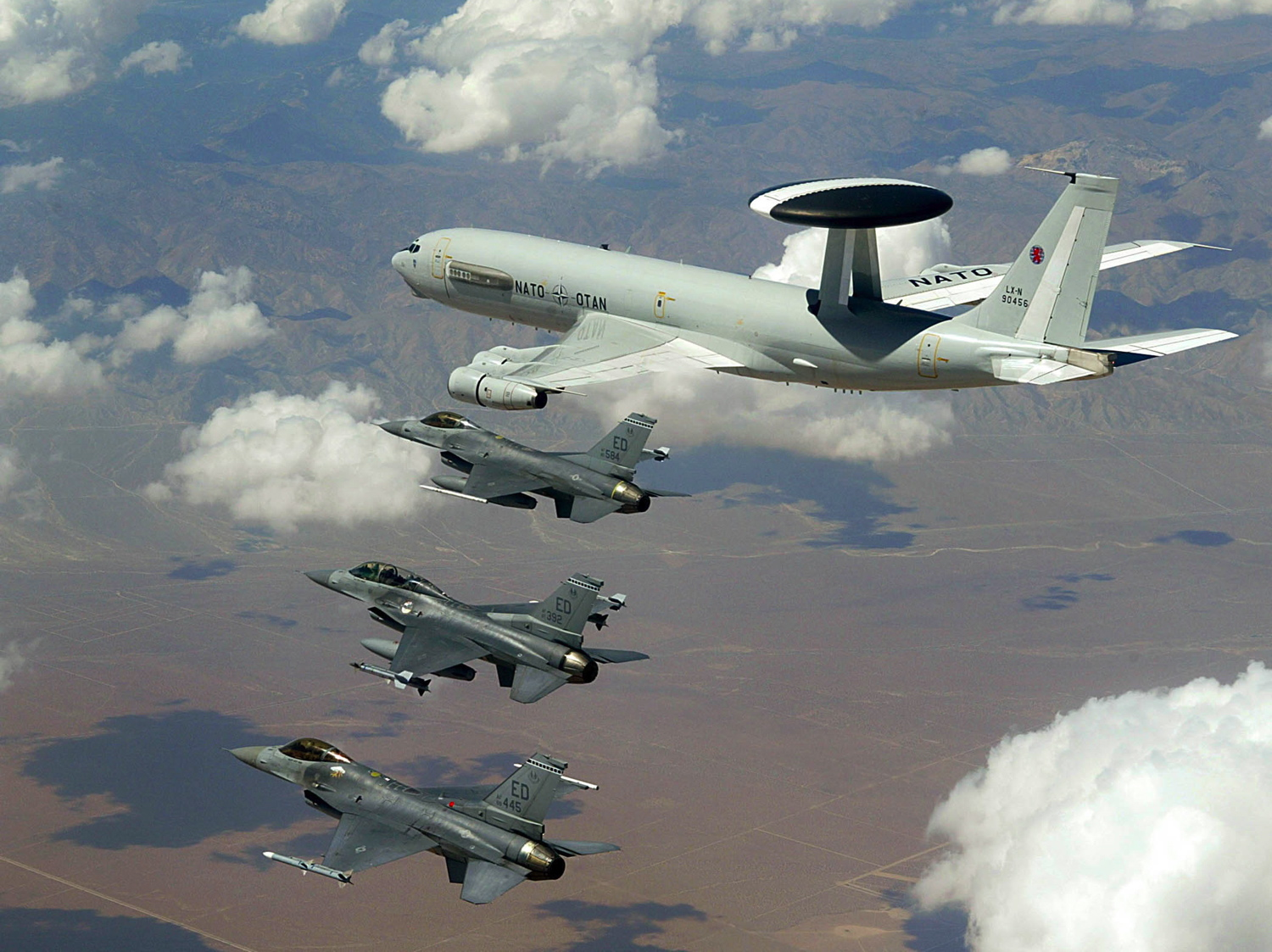
Літак ДРЛВ НАТО системи AWACS E-3A разом з винищувачами F-16 ВПС США під час навчань.

Військо́ва структура НАТО — сукупність органів управління НАТО, які здійснюють постійне консультативне проведення і реалізацію співробітництва у військовій сфері, виробленні спільних планів колективної оборони та створенні відповідної інфраструктури, котра необхідна для функціонування об'єднаних збройних сил НАТО. Основними військовими компонентами НАТО є вищий військовий орган НАТО — військовий комітет, два стратегічних командування — з операцій і командування НАТО в Європі, а також військова командна структура нижчих рівнів.

## Військова командна структура НАТО
Військова командна структура НАТО, на відміну від структури об'єднаних збройних сил НАТО, є механізмом, за допомогою якого військове керівництво Альянсу здійснює командування та управління силами, що надаються йому країнами-членами для проведення операцій союзницьких сил. Вона базується на ієрархічній структурі стратегічних та підпорядкованих їм командувань, сформованій не стільки на територіальному, скільки на функціональному принципі розподілу командних функцій. Військова структура має три рівня командувань — стратегічний, оперативний і тактичний.
Вищим військовим органом НАТО є Військовий комітет, який діє під загальним керівництвом Північноатлантичної ради, Комітету оборонного планування та Групи ядерного планування. Також він основним військовим консультативно-дорадчим органом для цивільних керівних органів НАТО — Північноатлантичної ради і Групи ядерного планування. Функціями Військового комітету НАТО є участь у розробці військової політики і доктрини НАТО, надання рекомендацій щодо військової політики і стратегії для Північноатлантичної ради, консультації Північноатлантичної ради з питань санкціонування військових дій, рекомендації іншим керівним політичним органам НАТО щодо заходів, необхідних для забезпечення колективної оборони країн-членів НАТО, а також необхідних для реалізації рішень, пов'язаних з операціями та місіями НАТО.
Виконавчим органом, що забезпечує діяльність Військового комітету, є Міжнародний військовий штаб НАТО або секретаріат. Головними функціями Міжнародного військового штабу є підготовка та координація роботи Військового комітету в сфері оборонної політики і стратегічного планування; забезпечення повсякденної стратегічного розвідувального забезпечення Генеральному секретарю, Північноатлантичній раді і Комітету оборонного планування, Військовому комітету та іншим установам НАТО; підтримка Військового комітету в розробці поточних оперативних планів операцій НАТО; розробка принципів та політики забезпечення і управління ресурсами Альянсу.
Основою командної структури НАТО стратегічного рівня є два стратегічних командування, які виконують оперативні функції. Стратегічні командування розділені за функціональними обов'язками та оперативними завданнями. З 2003 року планування і виконання усіх військових операцій, що ухвалені Північноатлантичною радою здійснює Стратегічне командування з операцій. Розвиток військових можливостей і засобів НАТО з метою пристосування їх до нових вимог та забезпечення збройних сил виконувати всі військові завдання, що можуть бути поставлені перед ними покладені на Стратегічне командування ОЗС НАТО в Європі.
Командування об'єднаних збройних сил НАТО з операцій (оперативне командування НАТО) розташоване в містечку Касто, неподалік від Монсу в Бельгії. Вищим військовим командувачем цього оперативного командування є Верховний головнокомандувач об'єднаних збройних сил НАТО в Європі.
Структура стратегічного командування силами НАТО в Європі розроблена у 2003 році включає три штаби союзного командування операціями: Об'єднане командування ОЗС НАТО Брюнсум (штаб в Брунсумі, Нідерланди), Об'єднане командування ОЗС НАТО Неаполь (штаб в Неаполі, Італія) і Об'єднане командування ОЗС НАТО Лісабон (штаб в Лісабоні, Португалія).

## Військові сили НАТО

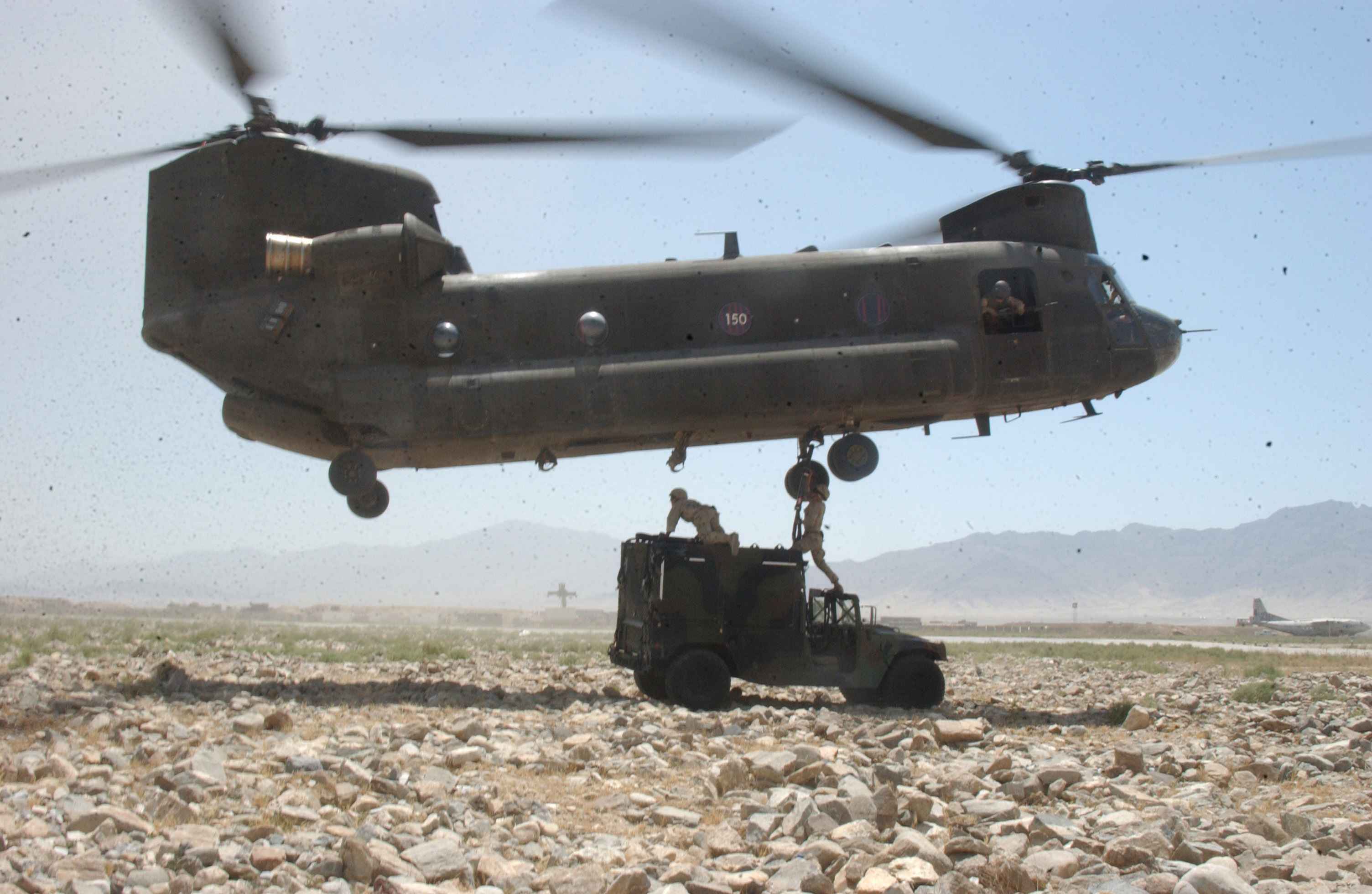
Гелікоптер CH-47 «Чінук» в Афганістані, 2004 рік

Збройні сили НАТО формуються із частин збройних сил країн-членів Альянсу. Держави-члени НАТО самі визначають, які саме підрозділи національних збройних сил і за яких умов вони передають в розпорядження НАТО. Як правило, ці формування постійно перебувають під національним контролем аж до прийняття спеціального рішення. До них можуть приєднуватися військові підрозділи з інших країн, які не є членами НАТО, зокрема країн-учасників програм програм «Партнерство заради миру» або «Середземноморський діалог». В існуючій військовій структурі НАТО є три головні категорії сил: сили реагування НАТО, багатонаціональні об'єднанні оперативно-тактичні сили, резервні сили.
Сили реагування НАТО — це мобільні з'єднання і підрозділи сухопутних, повітряних і військово-морських сил та сил спеціального призначення, що утримуються у високому рівні бойової готовності і можуть швидко вводитися в дію в разі потреби швидкого реагування.
Багатонаціональні об'єднані оперативно-тактичні сили (БООТС) є багатонаціональним та загальновійськовим тактичним угрупуванням, яке здійснює операції та місії НАТО і виконує військові завдання Альянсу.
Резервні сили НАТО складаються з інших військових формувань, які є в наявності та перебувають на різних етапах готовності.